# Diego Fernandez Servin
Diego Agustín Fernández Servín (Luque, Paraguay; 2 de septiembre de 2002) es un futbolista paraguayo. Juega de mediocampista y su equipo actual es Club Guaraní de la Primera División de Paraguay.

## Trayectoria
Sus inicios como profesional lo realizó en Club Sportivo Luqueño en la categoría Sub-15 hasta debutar a los 18 años en el primer equipo. Fue convocado a la Selección de fútbol sub-17 de Paraguay y más tarde a la categoría Sub-18 en torneos Sudamericanos. Fue cedido a préstamo al Club Vasco Da Gama de Brasil por una temporada.  
Fue transferido al Club Olimpia para luego ser cedido a préstamo al Club Tacuary en la temporada clausura 2024. Actualmente se encuentra en el Club Guaraní a préstamo por la temporada 2025

## Clubes
| Club                  | País     | Año       |
| --------------------- | -------- | --------- |
| Club Sportivo Luqueño | Paraguay | 2017-2021 |
| Vasco da Gama         | Brasil   | 2021      |
| Club Sportivo Luqueño | Paraguay | 2022-2024 |
| Tacuary FC            | Paraguay | 2024      |
| Guaraní               | Paraguay | 2025      |

## Selección nacional
| Competencia                    | Categoría        | Año  |
| ------------------------------ | ---------------- | ---- |
| Campeonato Sudamericano Sub-17 | Selección sub-17 | 2018 |
| Amistoso Internacional         | Selección sub-18 | 2019 |